# Lecalida pimalis
Lecalida pimalis är en skalbaggsart som beskrevs av Thomas Casey. Lecalida pimalis ingår i släktet Lecalida och familjen jordlöpare. Inga underarter finns listade i Catalogue of Life.